# Bataille de Blountsville
Guerre de Sécession
Batailles
Campagne de Knoxville
- Cumberland Gap
- Blountsville
- Blue Springs
- Campbell's Station
- Fort Sanders
- Bean's Station

La bataille de Blountville, quelquefois appelée bataille de Blountsville, est une bataille de la guerre de Sécession, s'est déroulée le 22 septembre 1863 dans le comté de Sullivan, Tennessee.
La bataille survient pendant l'expédition de l'Union dans le Tennessee de l'Est menée par le major général Ambrose Burnside, commandant le département de l'Ohio, avec l'objectif de nettoyer les routes et les cols vers la Virginie et de sécuriser les salines dans le sud-ouest de Virginie. Le 22 septembre 1863, le colonel de l'Union John W. Foster, avec sa cavalerie et son artillerie, engage le colonel. James E. Carter et ses troupes à Blountville. Foster attaque à midi et lors d'un bataille de quatre heures bombarde la ville et commence un mouvement de flanc, convainquant les confédérés de se retirer. Blountsville est la première étape de la tentative de l'Union pour obliger le major général confédéré Sam Jones et sa force de se retirer du Tennessee oriental,.
Le palais de justice du comté de Sullivan de Blountville est détruit par les tirs survenus lors du bombardement. Il est reconstruit en 1866,.